# ONCF

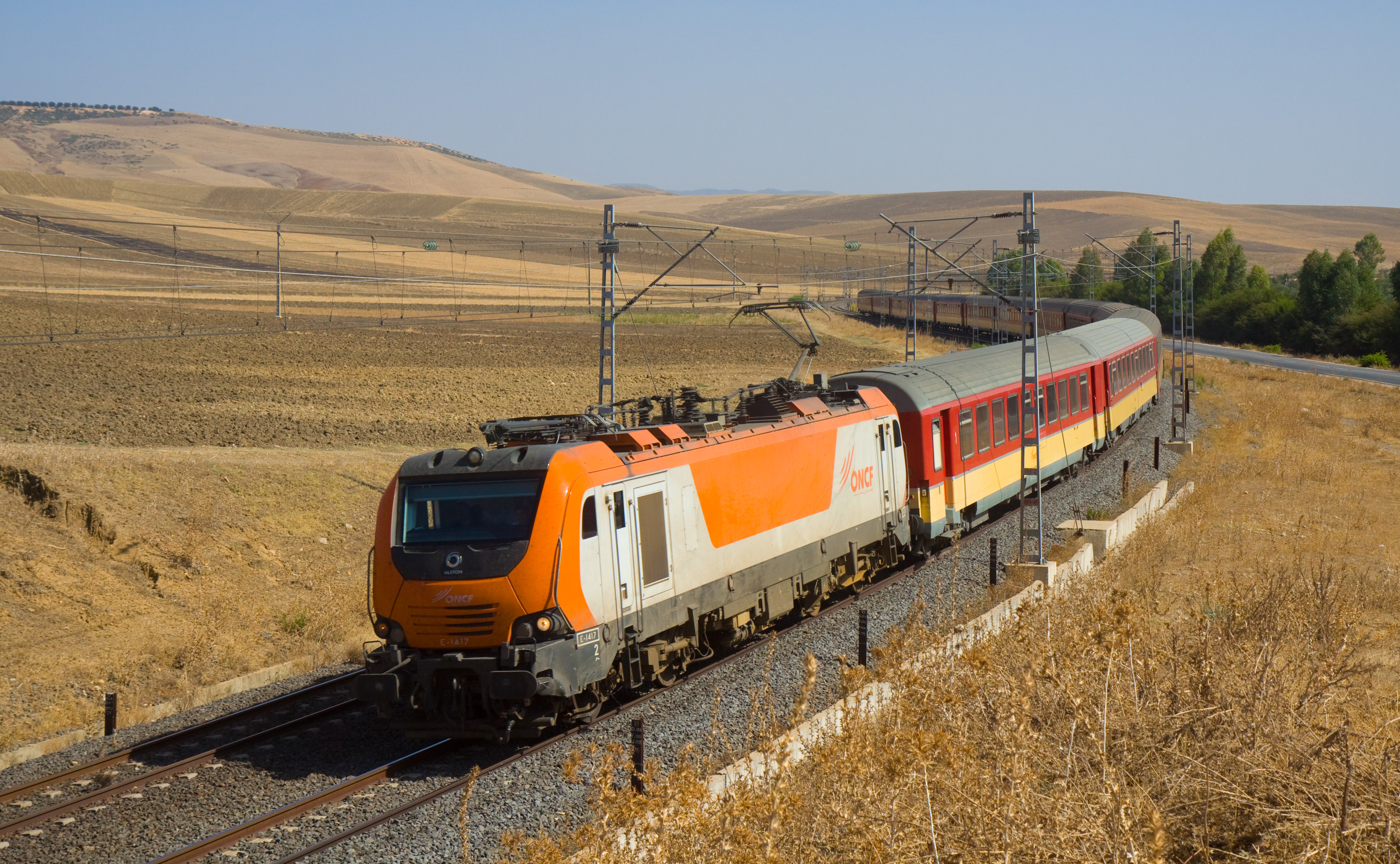
Osobní vlak ONCF tažený lokomotivou Alstom Prima II

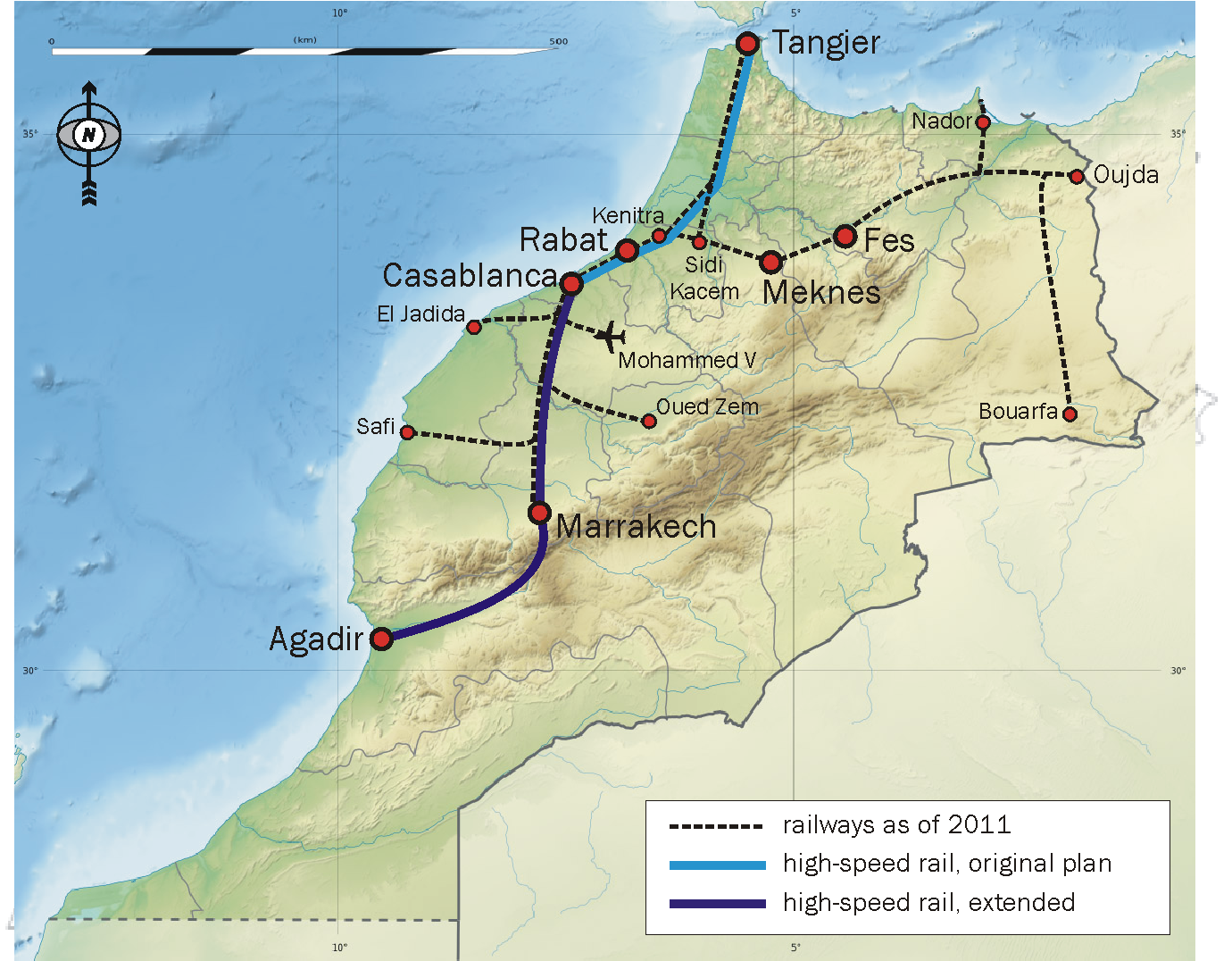
Mapa marockých železnic

ONCF případně ONCFM (z francouzského Office National des Chemins de Fer du Maroc; arabsky المكتب الوطني للسكك الحديدية Al-Maktab al-Waṭaniy lil-Sikak al-Ḥadīdiyyah (Marocká státní železnice) je marocký státní železniční operátor. Společnost zaměstnává přes 7806 lidí. a její síť měří 1907 km, z čehož bylo do roku 2006 elektrifikováno 1003 km tratí. Rozchod kolejí na všech tratích je normální, tedy 1435 mm.

## Historie
Společnost ONCF vznikla 1. ledna 1963 sloučením Marockých železnic (CFM – Compagnie des chemins de fer du Maroc), Železnic východního Maroka (CMO – Compagnie du chemin de fer du Maroc oriental), Francouzsko-španělské společnosti Tanger-Fès (TF – Compagnie franco-espagnole du Tanger-Fès) a Středomořsko-nigerské železnice (MN – Chemins de Fer de la Méditerranée au Niger).
Od počátku jejího vzniku vlastnil společnost stát. V roce 2007 vznikly plány na přeměnu ONCF na kapitálovou obchodní společnost, jež měla nést název SMCF, avšak do roku 2012, což byl konečný termín pro uskutečnění této přeměny, nedošlo k její realizaci.